# Доњи Морињ
Доњи Морињ је насеље у општини Котор у Црној Гори. Према попису из 2003. било је 261 становника (према попису из 1991. било је 245 становника).
У месту су три цркве, две православне: Светог Јована Богослова и Светог Саве и једна, сада католичка, Светог Трипуна.

## Демографија
У насељу Доњи Морињ живи 210 пунолетних становника, а просечна старост становништва износи 41,7 година (40,3 код мушкараца и 42,8 код жена). У насељу има 92 домаћинства, а просечан број чланова по домаћинству је 2,84.
Становништво у овом насељу веома је хетерогено.
|  |

| Демографија | Демографија | Демографија |
| Година      | Становника  | Становника  |
| ----------- | ----------- | ----------- |
|             |             |             |
|             |             |             |
|             |             |             |
|             |             |             |
| 1948.       | 259         |             |
| 1953.       | 247         |             |
| 1961.       | 250         |             |
| 1971.       | 243         |             |
| 1981.       | 257         |             |
| 1991.       | 245         | 235         |
| 2003.       | 264         | 261         |
|             |             |             |

| Етнички састав према попису из 2003.‍ | Етнички састав према попису из 2003.‍ | Етнички састав према попису из 2003.‍ | Етнички састав према попису из 2003.‍ | Етнички састав према попису из 2003.‍ |
| ------------------------------------ | ------------------------------------ | ------------------------------------ | ------------------------------------ | ------------------------------------ |
|                                      |                                      |                                      |                                      |                                      |
| Срби                                 | Срби                                 |                                      | 161                                  | 61,68%                               |
| Црногорци                            | Црногорци                            |                                      | 68                                   | 26,05%                               |
| Хрвати                               | Хрвати                               |                                      | 11                                   | 4,21%                                |
| Југословени                          | Југословени                          |                                      | 4                                    | 1,53%                                |
| Македонци                            | Македонци                            |                                      | 2                                    | 0,76%                                |
| Немци                                | Немци                                |                                      | 1                                    | 0,38%                                |
| Муслимани                            | Муслимани                            |                                      | 1                                    | 0,38%                                |
| непознато                            | непознато                            |                                      | 0                                    | 0,0%                                 |

| Година пописа     | 1948. | 1953. | 1961. | 1971. | 1981. | 1991. | 2003. |
| ----------------- | ----- | ----- | ----- | ----- | ----- | ----- | ----- |
| Број домаћинстава | 74    | 81    | 75    | 82    | 92    | 83    | 93    |

| Број чланова      | 1  | 2  | 3  | 4  | 5  | 6 | 7 | 8 | 9 | 10 и више | Просек |
| ----------------- | -- | -- | -- | -- | -- | - | - | - | - | --------- | ------ |
| Број домаћинстава | 92 | 23 | 16 | 14 | 32 | 6 | 1 | 0 | 0 | 0         | 0      |

| Пол    | Укупно | Неожењен/Неудата | Ожењен/Удата | Удовац/Удовица | Разведен/Разведена | Непознато |
| ------ | ------ | ---------------- | ------------ | -------------- | ------------------ | --------- |
| Мушки  | 96     | 28               | 64           | 4              | 0                  | 0         |
| Женски | 124    | 32               | 61           | 22             | 9                  | 0         |
| УКУПНО | 220    | 60               | 125          | 26             | 9                  | 0         |

| Пол    | Укупно                    | Пољопривреда, лов и шумарство | Рибарство                            | Вађење руде и камена | Прерађивачка индустрија       |
| ------ | ------------------------- | ----------------------------- | ------------------------------------ | -------------------- | ----------------------------- |
| Мушки  | 31                        | 1                             | 0                                    | 0                    | 6                             |
| Женски | 27                        | 1                             | 0                                    | 0                    | 0                             |
| УКУПНО | 58                        | 2                             | 0                                    | 0                    | 6                             |
| Пол    | Производња и снабдевање   | Грађевинарство                | Трговина                             | Хотели и ресторани   | Саобраћај, складиштење и везе |
| Мушки  | 1                         | 0                             | 12                                   | 0                    | 1                             |
| Женски | 0                         | 0                             | 9                                    | 3                    | 1                             |
| УКУПНО | 1                         | 0                             | 21                                   | 3                    | 2                             |
| Пол    | Финансијско посредовање   | Некретнине                    | Државна управа и одбрана             | Образовање           | Здравствени и социјални рад   |
| Мушки  | 0                         | 0                             | 3                                    | 2                    | 2                             |
| Женски | 1                         | 3                             | 2                                    | 0                    | 6                             |
| УКУПНО | 1                         | 3                             | 5                                    | 2                    | 8                             |
| Пол    | Остале услужне активности | Приватна домаћинства          | Екстериторијалне организације и тела | Непознато            | Непознато                     |
| Мушки  | 1                         | 0                             | 0                                    | 2                    | 2                             |
| Женски | 0                         | 0                             | 0                                    | 1                    | 1                             |
| УКУПНО | 1                         | 0                             | 0                                    | 3                    | 3                             |